# Enzo Bai
Enzo Bai (Buenos Aires, 21 de marzo de 1931-1 de diciembre de 2023) fue un actor argentino.

## Carrera
Se inició profesionalmente en el teatro en la década de 1950, a lo largo de más de seis décadas en las tablas, compartió espacio con colosas figuras como Cayetano Biondo, Elda Dessel, Alicia Bellán, Enrique Fava, Nené Malbrán, Fernanda Mistral, Luis Politti, Alicia Berdaxagar, Daniel Alvarado, Virginia Lago, Roberto Carnaghi, entre otros.
En televisión además de trabajar en varios teleteatros y ciclos, coprotagonizó en 1980 junto a Elcira Olivera Garcés la telenovela Llena de amor con libro de Abel Santa Cruz.
En cine trabajó en más de 17 películas, debutando en 1959 con El dinero de Dios, dirigida por Román Viñoly Barreto, junto al primer actor Francisco Petrone en el rol de un sacerdote. Su última aparición se dio en 1981 con Cosa de locos, una comedia dirigida por Enrique Dawi, con protagónicos de Palito Ortega, Carlitos Balá y Luis Tasca.
El 27 de agosto de 2012, en el Teatro Tabarís, la Fundación SAGAI le entregó el premio «Reconocimiento a la Trayectoria 2012» a figuras del medio audiovisual mayores de 80 años.

### Fallecimiento
Bai falleció el 1 de diciembre de 2023 a los 92 años.

## Filmografía

### Cine
- 1981: Cosa de locos.
- 1980: Gran valor
- 1980: Los hijos de López
- 1980: Los superagentes contra todos
- 1980: Locos por la música
- 1979: Las Muñecas Que Hacen ¡PUM!
- 1979: Vivir con alegría
- 1979: La isla
- 1978: Yo también tengo fiaca!
- 1978: Con mi mujer no puedo
- 1977: Así es la vida
- 1976: La noche del hurto
- 1976: Los chicos crecen
- 1974: La Mary
- 1974: Quebracho
- 1974: La flor de la mafia
- 1974: La vuelta de Martín Fierro
- 1974: Los chicos crecen
- 1959: El dinero de Dios[3]

### Televisión
- 1982: El mundo del espectáculo
- 1981: Tengo calle
- 1980: Llena de amor
- 1972/1974: Alta comedia
- 1972: Historias para no dormir: El lobo
- 1972: María y Eloísa
- 1970: El monstruo no ha muerto
- 1970: ¡Robot!
- 1961: El anticuario

### Teatro
- La gripe (2006)
- La indigna Sra. B (2004/2006)
- El movimiento continuo (1993)
- Memoria del infierno (1992)
- El burlador de Sevilla (1989)
- Muñeca (1988)
- Memorias (1986)
- Fuenteovejuna (1985)
- Galileo Galilei (1984/1985)
- Las horas inútiles (1983)
- Santa Juana (1982/1983)
- Locos de verano (1974)[4]
- El andador (1966)
- Evasión (1955)